# Dunkelfaseriger Champignon
|  | Dieser Artikel wurde aufgrund von formalen oder inhaltlichen Mängeln in der Qualitätssicherung Biologie im Abschnitt „Mykologie“ zur Verbesserung eingetragen. Dies geschieht, um die Qualität der Biologie-Artikel auf ein akzeptables Niveau zu bringen. Bitte hilf mit, diesen Artikel zu verbessern! Artikel, die nicht signifikant verbessert werden, können gegebenenfalls gelöscht werden. Lies dazu auch die näheren Informationen in den Mindestanforderungen an Biologie-Artikel. Begründung: 123pilze ist keine seriöse Quelle. Der Großteil der Informationen ist fehlerhaft, der Rest zu ungenau, ganze Abschnitte (z. B. Ökologie) fehlen völlig. |

Der Dunkelfaserige Champignon (Agaricus fuscofibrillosus), eigentlich Dunkelfaseriger Egerling, auch Braunstieliger Blut-Egerling ist ein Pilz aus der Gattung der Champignons und gehört zur Sektion der Blut-Egerlinge.

## Merkmale
Die Huthaut ist schuppig dunkelbraun. Die Stiel hat ebenfalls eine schwache Braunfärbung, hauptsächlich an der Basis. Die Lamellen haben die für Champignons typische, blass-rosa Farbe und sind freistehend. Das Velum partiale ist grundsätzlich weiß, aber besonders im Alter und am Rand weist es braunen Stellen auf. Das Fleisch ist weiß, rötet aber bei Anschnitt innerhalb einer Minute. Auch die Lamellen sind von der Rötung betroffen. Nach einiger Zeit wandelt sich die Mischung aus weißen und roten Teilbereichen in ein einheitliches, bräunliches Weiß, vergleichbar mit dem eines braunen Zuchtchampignons. Der Hut ist leicht vom Stiel trennbar. Der Geruch gleicht ebenfalls dem des braunen Kulturchampignons und ist somit angenehm pilzig, erdig.

## Wert
Der Dunkelfaserige Champignon ist essbar und gilt als Vitalpilz. Er ist allerdings in Deutschland selten und eher in der TCM bekannt.

## Artabgrenzung
Der Kleine Wald-Champignon und der Dunkelfaserige Champignon sind schwer zu unterscheiden. Allerdings ist die Luftreaktion des Kleinen Wald-Champignons erst über gelb-orange nach rot, während bei dem Dunkelfaserigen Champignon direkt die rote Farbe eintritt. Hinzu kommt, dass die Farbreaktion beim Dunkelfaserigen Champignon über die gesamte Fläche von Stiel bis Hut stellenweise auftritt, während sie beim kleinen Wald-Champignon hauptsächlich von der Stiel-Haut ausgeht. Weiterhin ist die Huthaut des Kleinen Wald-Champignons eher heller als die des Dunkelfaserigen Champignons, wobei es auch innerhalb der Art des Kleinen Wald-Champignons hellere und dunklere Varianten gibt.

## Verbreitung
Gemeldete Funde stammen aus den südlichen Regionen und dem nördlichen Flachland, während aus dem mittleren Bergland von Saarland bis Sachsen keine Funde gemeldet wurden.